# San Juanico el Alto
San Juanico el Alto är en småstad belägen på höjd ovanför San Juanico Centro i kommunen Temascalcingo i delstaten Mexiko i Mexiko. Samhället hade 1 933 invånare vid folkräkningen 2020.